# Jennifer Finnigan
Jennifer Finnigan (Montreal, Canada, 22 augustus 1979) is een Canadese actrice.
In 2000 speelde ze mee in de waargebeurde televisiefilm The Stalking of Laurie Show over de moord op een tienermeisje. Datzelfde jaar nam ze ook de rol van Bridget Forrester op in soapserie The Bold and the Beautiful, Bridget werd enkele jaren ouder gemaakt zoals zo vaak gebeurt in soaps. Ze is de enige actrice die 3 Emmy's na elkaar kon winnen voor Beste jonge actrice. In 2004 verliet Finnigan de serie, naar eigen zeggen omdat de verhaallijnen te ongeloofwaardig waren, in 2003 werd Bridget namelijk verliefd op Ridge, van wie ze eerst dacht dat hij haar vader was en later haar broer, maar uiteindelijk bleken ze niet verwant te zijn.
Ze speelde 10 afleveringen mee in de dramaserie Crossing Jordan als dokter Devan Maguire.
In 2005 was ze een hoofdrolspeelster in de komische reeks Committed, die maar 13 afleveringen liep. Maar ze kreeg al snel een nieuwe rol aangeboden, dit keer als hoofdrolspeelster in de dramareeks Close to Home, die sinds juni 2006 op de Belgische zender VijfTV te zien is. Ze speelt er onderzoeksrechter Annabeth Chase. Na twee seizoenen heeft de Amerikaanse zender CBS de serie stopgezet.
In Nederland is de serie elke donderdagavond om 21:30 uur te zien op SBS6.
Jennifer trouwde begin juni 2007 tijdens een intieme plechtigheid op het Griekse eiland Mykonos met acteur Jonathan Silverman. Het koppel was sinds 2004 verloofd en speelde enkele afleveringen samen in Close to Home.